# Équipe cycliste Matrix Fitness
L'équipe cycliste Matrix Fitness est une formation professionnelle féminine basée au Royaume-Uni. Créée en 2009, elle n'est UCI qu'en 2015. Elle compte notamment dans ses rangs la pistarde Laura Trott.

## Histoire de l'équipe
En 2015, l'équipe monte au niveau professionnel. La marque de cycles Trek est partenaires et fournit les mêmes vélos qu'à l'équipe masculine Trek-Segafredo.

## Classements UCI
Ce tableau présente les places de l'équipe au classement de l'Union cycliste internationale en fin de saison, ainsi que la meilleure cycliste au classement individuel de chaque saison.
| Année | Classement par équipes | Meilleure coureuse au classement individuel |
| 2015  | 27e                    | Kimberley Le Court de Billot (148e)         |

## Principales victoires

### Compétitions internationales
Cyclisme sur piste
- Jeux olympiques : 5
  - Poursuites par équipes : 2012 (Joanna Rowsell, Danielle King), 2016 (Laura Trott, Elinor Barker)
  - Omnium : 2016 (Laura Trott)
- Championnats du monde sur piste : 4
  - Poursuite par équipes : 2012 (Danielle King, Joanna Rowsell)
  - Scratch : 2016 (Laura Trott)
  - Omnium : 2016 (Laura Trott)

- Championnats d'Europe sur piste : 4
  - Poursuite par équipes : 2015 (Laura Trott,  Elinor Barker)
  - Omnium : 2015 (Laura Trott)
  - Scratch : 2015 (Laura Trott)

Cyclo-cross
- Championnats d'Europe de cyclo-cross : 1
  - Élites : 2012 (Helen Wyman)

### Championnats nationaux
Cyclisme sur piste
- Championnats de Grande-Bretagne sur piste : 3
  - Poursuite individuelle : 2015 (Laura Trott)
  - Course aux points : 2015 (Laura Trott)
  - Scratch : 2015 (Laura Trott)

Cyclo-cross
- Championnats de Grande-Bretagne de cyclo-cross : 2
  - Élites : 2012, 2014 (Helen Wyman)

VTT
- Championnats de Grande-Bretagne de VTT : 1
  - Cross-Country Espoirs : 2012 (Annabel Simpson)

## Encadrement
En 2015, Stefan Wyman est le directeur sportif et représentant de l'équipe auprès de l'UCI. Il est assisté par Christopher N. Georgas.

## Partenaires
Le partenaire principal de l'équipe est Matrix Fitness, une entreprise fabricant du matériel d'entraînement. En 2015, l'équipe court sur des cycles Trek. De 2012 à 2014, la marque de cycles Velocite est partenaire de l'équipe.

## Matrix Fitness en 2015

### Effectif
| Effectif 2015                                 | Effectif 2015     | Effectif 2015 | Effectif 2015                 |
| Cycliste                                      | Date de naissance | Pays          | Équipe précédente             |
| --------------------------------------------- | ----------------- | ------------- | ----------------------------- |
| Elinor Barker                                 | 7 septembre 1994  | Royaume-Uni   | Wiggle Honda (2014)           |
| Heather Fischer (2 juill.–31 déc.)            | 28 novembre 1988  | États-Unis    | Exergy Twenty16 (2013)        |
| Kimberley Le Court de Billot (28 mai–31 déc.) | 23 mars 1996      | Maurice       |                               |
| Melissa Lowther                               | 15 mai 1996       | Royaume-Uni   |                               |
| Lucy Martin                                   | 5 mai 1990        | Royaume-Uni   | Estado de México-Faren (2014) |
| Sara Olsson                                   | 6 mars 1990       | Suède         | Hitec Products (2014)         |
| Harriet Owen                                  | 16 décembre 1993  | Royaume-Uni   |                               |
| Penny Rowson                                  | 3 mai 1992        | Royaume-Uni   |                               |
| Christina Siggaard                            | 24 mars 1994      | Danemark      | Firefighters Upsala CK (2014) |
| Laura Trott                                   | 24 avril 1992     | Royaume-Uni   | Wiggle Honda (2014)           |
|                                               |                   |               |                               |
| Source : UCI                                  |                   |               |                               |

### Victoires

#### Sur piste
| Date         | Course                                               | Pays        | Classe | Vainqueur                  |
| ------------ | ---------------------------------------------------- | ----------- | ------ | -------------------------- |
| 3 janvier    | Scratch à Manchester                                 | Royaume-Uni | C2     | Elinor Barker              |
| 5 juillet    | Omnium à Pruszków                                    | Pologne     | C1     | Laura Trott                |
| 5 juillet    | Scratch à Pruszków                                   | Pologne     | C1     | Laura Trott                |
| 27 septembre | Championnats de Grande-Bretagne de poursuite         | Royaume-Uni | CN     | Laura Trott                |
| 27 septembre | Championnats de Grande-Bretagne de course aux points | Royaume-Uni | CN     | Laura Trott                |
| 27 septembre | Championnats de Grande-Bretagne de scratch           | Royaume-Uni | CN     | Laura Trott                |
| 15 septembre | Championnats d'Europe de poursuite par équipes       | Suisse      | 0      | Laura Trott, Elinor Barker |
| 16 septembre | Championnats d'Europe de scratch                     | Suisse      | 0      | Laura Trott                |
| 18 septembre | Championnats d'Europe de l'Omnium                    | Suisse      | 0      | Laura Trott                |
| 24 octobre   | Course aux points à Manchester                       | Royaume-Uni | C2     | Laura Trott                |

### Classement UCI
| Rang | Coureuse                     | Points |
| ---- | ---------------------------- | ------ |
| 148  | Kimberley Le Court de Billot | 40     |
| 191  | Heather Fischer              | 25     |
| 322  | Lucy Martin                  | 10     |
| 408  | Laura Trott                  | 7      |
| 444  | Christina Siggaard           | 5      |
| 468  | Melissa Lowther              | 5      |